# Max Hilzheimer
Max Hilzheimer, född 15 november 1877, död 10 januari 1946, var en tysk zoolog.
Hilzheimer blev 1922 direktör för naturvetenskapliga avdelningen av Märkisches Museum i Berlin, och utgav bland annat Die Haustiere in Abstammung und Entwicklung (1909), Natürliche Rassengeschichte der Haustiere (1926), Handbuch der Biologie der Wirbeltiere (1912) samt bearbetade rov- och hovdjuren i Alfred Brehms Tierleben (1915-16).